# Disney California Adventure Park
Disney California Adventure Park es un parque temático de Walt Disney Parks, Experiences and Products, ubicado en Anaheim, California, anexo a Disneyland Park y ubicado en la parte más grande del complejo recreativo. Se abrió el 8 de febrero de 2001 como Disney's California Adventure, aunque el 28 de mayo de 2010, se anunció en el blog oficial de Walt Disney Parks and Resorts que sería renombrado Disney California Adventure Park. El parque es coordinado y dirigido por The Walt Disney Company.
Este parque temático de 29 hectáreas (72 acres) fue construido como parte de una expansión importante que extendió el área de Disneyland Park y posicionó los hoteles en el resort. El concepto de un parque temático dedicado a California surgió de una reunión de ejecutivos de Disney en 1995, luego de la cancelación del proyecto WestCOT (inspirado en Epcot Center). La construcción del parque comenzó en 1998 y se completó a principios de 2001.
Disney inicialmente proyectó altas tasas de asistencia en el nuevo parque; sin embargo, una serie de aperturas previas realizadas en enero de 2001 condujeron a críticas negativas, y después de que el parque se abrió oficialmente al público el 8 de febrero de 2001, las proyecciones de asistencia de la compañía nunca se cumplieron. Disney pasó los siguientes años agregando nuevas atracciones, espectáculos y atracciones, e implementando otras promociones destinadas a aumentar la asistencia. En 2007, Disney anunció una gran expansión del parque, así como una revisión importante de una parte significativa del parque. La construcción duró cinco años y se completó por etapas, culminando con la apertura de Buena Vista Street y Cars Land en junio de 2012.
En 2016, el parque atrajo a aproximadamente 9,295 millones de visitantes, alcanzando su récord de visitas, siendo su récord de visitantes en un año 9,383 millones en 2015. Es el undécimo parque más visitado del mundo, y el octavo de los parques Disney.

## Historia

### Concepto y creación
El sitio actual de Disney California Adventure fue adquirido por Walt Disney en la década de 1950 y funcionó como el estacionamiento de Disneyland durante más de 40 años. Después de tener éxito con el modelo de negocio de parques múltiples en Walt Disney World en Florida, la compañía Disney decidió convertir el parque temático original de Walt Disney en un complejo turístico de parques múltiples también. En 1991, Disney anunció planes para construir WestCOT, una versión de la costa oeste de Epcot Center, en el sitio del estacionamiento de Disneyland. El alto presupuesto del parque propuesto, así como los problemas financieros y de relaciones públicas de la compañía con el recién inaugurado Euro Disneyland (ahora Disneyland Paris) llevó a Disney a cancelar WestCOT en 1995.
En el verano de 1995, Michael Eisner, CEO de Disney en ese momento, reunió a ejecutivos de la compañía en Aspen, Colorado, para pensar en otra idea para un segundo parque temático en California. A partir de esas reuniones, Disney decidió que en su lugar construiría un parque temático sobre la historia y la cultura del estado de California. Los ejecutivos de Disney tenían como objetivo hacer de California un parque temático, a fin de mantener a los huéspedes en el complejo en lugar de salir del sitio. Luego, el presidente de Disneyland, Paul Pressler, confió en personal de comercialización y venta minorista en lugar de Imagineers para diseñar el parque. Como un parque orientado a los adultos como Epcot, el enfoque del diseño era comer y comprar. La construcción del parque comenzó el 22 de enero de 1998. En Main Street U.S.A, se inauguró en octubre de 1998 un Centro de Avance del DCA. La construcción del parque estuvo acompañada por Downtown Disney y Disney's Grand Californian Hotel , además de las renovaciones de Disneyland Hotel y Disneyland Pacific Hotel.

### Apertura y crítica inicial
Para todos los que crean en el poder de los sueños.... Aquí veneramos a los últimos soñadores... Los indígenas, los exploradores, los inmigrantes, los aviadores, los empresarios y los actores que construyeron el estado de oro. Y saludamos a una nueva generación de soñadores que están creando las maravillas del mañana... De la pantalla de plata a la pantalla de computadora... De las tierras de labrantío fértiles a el lejano universo. Disney's California Adventure celebra la riqueza y la diversidad de California... Su tierra, su gente, sus costumbres y sobre todo, los sueños que continúa inspirando
Dedicación original de Michael Eisner, 8 de febrero de 2001, frente al ícono del sol de la antigua Sunshine Plaza.

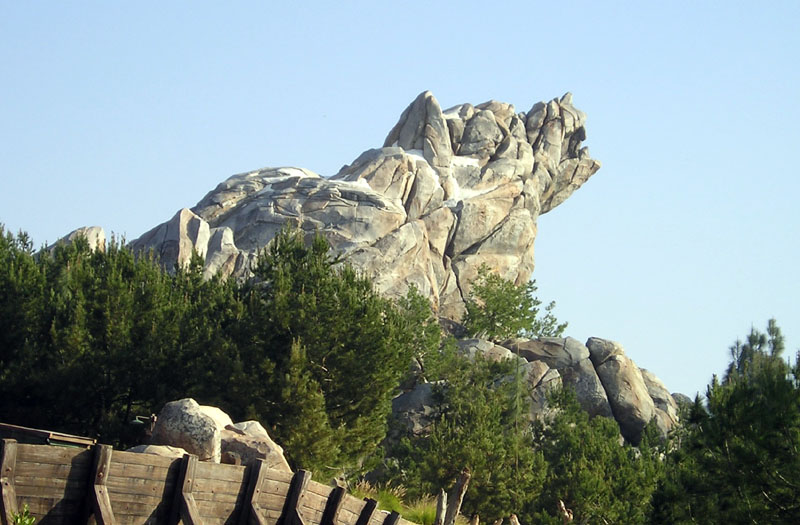
Le Grizzly Peak Right.

Se esperaba que el parque atrajera a grandes multitudes cuando se abrió el 8 de febrero de 2001. Había cuatro áreas con 22 espectáculos y atracciones y 15 restaurantes.
El 14 de enero, un artículo de Los Angeles Times titulado "¿El parque temático más repleto de mermeladas de la Tierra?" declaró: "Los altos funcionarios de Disney reconocen que habrá días en que California Adventure tendrá que rechazar a los clientes, particularmente en las primeras semanas después de la apertura del parque, durante las vacaciones de primavera y nuevamente en el verano". Sin embargo, la asistencia real ese año fue sustancialmente menor de lo esperado. Se sugiere que esto sucedió como resultado de las críticas negativas de los primeros visitantes, incluyendo la falta de enfoque en el Hollywood Pictures Backlot, la falta de atracciones para los niños, una gran cantidad de atracciones comerciales, una gran cantidad de tiendas y restaurantes en relación con la cantidad de atracciones y tener un tema que se consideró ser redundante, dado que el parque está ubicado en California. El parque también carece de una berma perimetral para separarlo de los vecindarios circundantes. La berma en el parque Disneyland utiliza árboles y montículos de tierra para establecer una barrera física alrededor del parque de modo que no se puedan ver las estructuras externas al parque, con el objetivo de sumergir más a los visitantes en el entorno del parque. En el parque Disney California Adventure, hoteles cercanos, líneas eléctricas, torres de radio y el Centro de Convenciones de Anaheim, todos visibles, reduciendo la sensación de inmersión. Además, Disney originalmente había planeado que el parque estuviera dirigido a adultos, en lugar de niños, lo que se convirtió en la base de críticas significativas.
El parque se abrió a solo 5 millones de visitantes en 2001, mientras que su parque hermano Disneyland recibió 12.3 millones de visitantes durante el mismo período de tiempo. La baja asistencia provocó que Disney redujera los precios de las entradas para California Adventure, reduciendo hasta $ 10 de los precios de las entradas del parque. En su primer año, el parque solo tuvo un promedio de 5,000 a 9,000 visitantes entre semana y de 10,000 a 15,000 los fines de semana, a pesar de tener una capacidad de 33,000. Las encuestas de visitantes informaron que solo el 20% de los visitantes del parque en su primer año estaban satisfechos con su experiencia. En octubre de 2001, Wolfgang Puck y Robert Mondavi habían cerrado sus restaurantes de alto perfil en el parque, citando multitudes bajas, aunque Mondavi se mantuvo como patrocinador.

### Primeros cambios y expansiones
Dos críticas importantes al parque en su primer año fueron la falta de atracciones atractivas para los niños y la falta de un espectáculo o desfile nocturno para evitar que los visitantes se vayan al anochecer. Dentro del primer año de operación, Disney's Electrical Parade y Who wants to be a millionaire - Play It! fueron llevados al parque, y varios de sus juegos y atracciones originales fueron cerrados, incluida Superstar Limo y el Espectáculo de Escenario Steps in Time de Disney. Durante la temporada navideña de 2001, se presentó LuminAria de Disney en Paradise Bay. En octubre de 2002, se abrió el área de la Feria de Diversión de Flik, que agregó atracciones para los niños, y en mayo de 2004, The Twilight Zone Tower of Terror también abrió. El parque presentaba regularmente promociones de temporada, como series de conciertos, festivales gastronómicos y promociones para otras franquicias de Walt Disney Company, incluidos los X Games y telenovelas de ABC. Monsters, Inc. Mike & Sulley to the Rescue! se abrió en el antiguo edificio Superstar Limo en enero de 2006.

### Rediseño y expansión 2007–2012
A todos los que vienen a este lugar de sueños, bienvenidos. Disney California Adventure celebra el espíritu de optimismo y la promesa de infinitas oportunidades, encendidas por la imaginación de atrevidos soñadores como Walt Disney y aquellos como él que cambiaron para siempre y fueron cambiados para siempre por The Golden State. Este lugar único abarca la riqueza y diversidad de California ... Su tierra, su gente, sus historias y, sobre todo, los soñadores que sigue inspirando.
Re-dedicación de Robert Iger, 15 de junio de 2012, en la placa del asta de la bandera en Buena Vista Plaza en Buena Vista Street.

En 2007, Disney se había dado cuenta de que el parque no funcionaba y que había que hacer algo importante. Bob Iger dijo sobre el parque: "Cada vez que haces algo mediocre con tu marca, eso es un retiro. California Adventure era un retiro de marca". Iger consideró brevemente combinar California Adventure y Disneyland Park en un gran parque, pero el precio habría costado bastante para remodelar completamente California Adventure. El 17 de octubre de 2007, The Walt Disney Company anunció un plan de rediseño y expansión multianual de $ 1.1 mil millones para el Disney's California Adventure Park (contra su precio inicial de $ 600 millones para construir). Cada área fue reinventada para transformar el parque de una parodia de la cultura moderna de California a una versión idealizada del estado, explorando períodos de tiempo específicos y escenarios históricos. El proyecto comenzó en diciembre de 2007 y se completó por etapas. Toy Story Midway Mania! abrió sus puertas en Paradise Pier en junio de 2008, en un espacio anteriormente ocupado por una tienda y restaurantes. World of Color , un espectáculo nocturno de agua y luces en Paradise Bay, se inauguró en junio de 2010. The Little Mermaid: Ariel's Undersea Adventure se inauguró en el sitio anteriormente ocupado por el teatro Golden Dreams en junio de 2011.
Los cambios más drásticos en el parque incluyeron una revisión completa de la entrada principal, Sunshine Plaza y Paradise Pier, así como una expansión en el último del estacionamiento originalmente designado como espacio de crecimiento futuro para el parque. La entrada principal, que era una parodia de "postal gigante" de California y Sunshine Plaza se convirtieron en Buena Vista Street, una representación de Los Ángeles tal como apareció cuando Walt Disney se mudó allí en la década de 1920. El letrero "CALIFORNIA" en el frente fue removido y donado a Cal Expo en Sacramento. Paradise Pier paso de ser una representación contemporánea de los paseos marítimos de California a una representación de parques de atracciones junto al mar victoriano de la década de 1920, y parte del área con un nuevo tema para centrarse más en los personajes de Disney ( Mickey's Fun Wheel , Goofy's Sky School , Silly Symphony Swings ). Cars Land , un área que simula Radiator Springs de la película de Disney · Pixar Cars, se añadió a la parte sureste del parque y cuenta con tres paseos, incluyendo el billete electrónico Radiator Springs Racers. La construcción se completó en 2012. El parque recibió un nombre modificado, Disney California Adventure, y un nuevo logotipo que se puso en uso por primera vez en junio de 2010.
El rediseño y la expansión del parque aumentaron drásticamente las tasas de asistencia. En 2012, Disney California Adventure alcanzó un récord para el parque de más de 7 millones de visitantes (un aumento del 23% respecto al año anterior), un número que Disney esperaba que el parque alcanzara en su primer año. El día de la "rededicación" del parque vio al parque atraer un número récord de 43,000 visitantes en un día. La noche anterior a la "rededicación", más de 500 personas acamparon fuera del parque para ser admitidas por primera vez. Dos días después, el parque alcanzó un nuevo récord de 45,000 visitantes. Hablando sobre el aumento de asistencia en Disney California Adventure, Jay Rasulo, Director financiero de Disney, dijo: "Tuvimos una distribución muy desigual donde la mayoría de la gente pasaba la mayor parte de su tiempo en Disneyland y Disney's California Adventure estaba vacía. Ahora, la mitad de la gente va a una, la mitad de la gente va a la otra. Es casi un sueño hecho realidad ".

### Cronología
- 1991: The Walt Disney Company anuncia planes para construir WestCOT.
- 1995: se descartan los planes de WestCOT y, en cambio, Disney anuncia planes para un parque temático de California.
- 1998: Comienza la construcción de Disney's California Adventure.
- 8 de febrero de 2001: Disney's California Adventure se abre al público.
- 2 de julio de 2001: El Main Street Electrical Parade, rebautizado como "Disney Electrical Parade", se muda al parque para celebrar el primer Verano del Parque.
- 11 de enero de 2002: Superstar Limo cierra.
- 7 de octubre de 2002: A Bug's Land se abre como la primera nueva área temática desde el inicio del parque, con nuevas atracciones que incluyen; Flik's Flyers y Heimlich's Chew Chew Train .
- 5 de mayo de 2004: The Twilight Zone Tower of Terror se abre como la segunda versión de la atracción.
- 15 de julio de 2005: Turtle Talk with Crush , la segunda versión de la atracción de Disney, se abre dos días antes del 50 aniversario de Disneyland.
- 17 de julio de 2005: Block Party Bash tiene su primera presentación, que se asociará con el Desfile de los Sueños de Walt Disney en el parque Disneyland.
- 23 de enero de 2006: Monsters, Inc. Mike y Sulley al rescate! abre en Hollywood Pictures Backlot , reemplazando a Superstar Limo.
- 17 de octubre de 2007: The Walt Disney Company anuncia un plan de expansión multianual de $ 1.1 mil millones para el parque Disney's California Adventure. El plan incluye modificaciones a Paradise Pier , Golden State y Hollywood Pictures Backlot y nuevas áreas; Buena Vista Street y Cars Land.
- 14 de marzo de 2008: Pixar Play Parade tiene su primera actuación, reemplazando a Block Party Bash, que se mudó a Disney's Hollywood Studios.
- 17 de junio de 2008: Toy Story Midway Mania! abre en Paradise Pier.
- 14 de octubre de 2008: La rueda excéntrica de Sun Wheel tiene un nuevo tema y se renombra Mickey's Fun Wheel.
- 20 de octubre de 2008: Se abre la bodega Walt Disney Imagineering Blue Sky Cellar , en reemplazo del Teatro Seasons of the Vine.
- 4 de mayo de 2009: Mickey's Fun Wheel se abre, reemplazando The Sun Wheel.
- 2010: Comienza la construcción en la calle Buena Vista y Cars Land.
- 28 de mayo de 2010: Disney's California Adventure Park pasa a llamarse Disney California Adventure.
- 11 de junio de 2010
- Disney California Adventure adopta un nuevo logotipo.
- Abre Silly Symphony Swings , reemplazando el Orange Stinger.
- World of Color debuta en Paradise Pier.
- 7 de septiembre de 2010: Maliboomer cierra junto con Bountiful Valley Farm y posteriormente se retira.
- 12 de octubre de 2010: Mulholland Madness está cerrado por volver a tematizar la Escuela Sky de Goofy.
- 5 de noviembre de 2010: los spiels de seguridad grabados originales de California Screamin se actualizaron con la voz del actor Neil Patrick Harris.
- Enero de 2011: el área de entrada está cerrada por remodelación.
- 3 de junio de 2011: The Little Mermaid: Ariel's Undersea Adventure debuta en Paradise Pier.
- 1 de julio de 2011: Se abre Goofy's Sky School , que reemplaza a la antigua Mulholland Madness, pero su diseño de pista no ha cambiado.
- 15 de julio de 2011: la entrada de la puerta abierta del Auditorio Pan-Pacific se abre casi como un duplicado de la entrada en Disney's Hollywood Studios.
- 20 de julio de 2011: La deconstrucción del puente monorraíl Golden Gate comienza como parte de la transformación en el puente Glendale-Hyperion.
- Agosto de 2011: California Zephyr es retirado de Sunshine Plaza y donado al Western Pacific Railroad Museum .
- 29 de agosto de 2011: Sunshine Plaza cierra para dar paso a la calle Buena Vista .
- 8 de febrero de 2012: Disney anuncia que el parque se dividirá en ocho "tierras" temáticas para incluir Buena Vista Street, Cars Land, Paradise Pier, Condor Flats, "A Bug's Land", Pacific Wharf, Hollywood Land y Grizzly Peak.
- 14 de junio de 2012: el parque tiene un cierre de un día para prepararse para la rededicación al día siguiente.
- 15 de junio de 2012: El parque se "reabrió" después de un cierre de un día con una recién dedicada Buena Vista Street, [23] Cars Land, [24] y Hollywood Land. Pixar Play Parade regresa después de un breve descanso mientras se completaba la expansión.
- 15 de noviembre de 2013: World of Color se reinventa como un espectáculo navideño con el título World of Color: Winter Dreams .
- 7 de enero de 2015: "Frozen Fun" se estrena por un tiempo limitado en Hollywood Land , con "Freeze the Night! A Family Dance Party" como reemplazo temporal de Mad T Party .
- 7 de enero de 2015: Condor Flats cierra para ser rethemed como Grizzly Peak Airfield.
- 17 de febrero de 2015: se cierra Flying Tires de Luigi .
- 15 de mayo de 2015: Se abre Grizzly Peak Airfield.
- 22 de mayo de 2015: ¡Celebra World of Color! El maravilloso mundo de Walt Disney , anunciado originalmente el 28 de enero de 2015, debuta como parte de la celebración de diamantes del 60 aniversario de Disneyland Resort.
- 7 de marzo de 2016: Se abre oficialmente el Rollickin 'Roadsters de Luigi .
- 17 de junio de 2016: Soarin 'Over California se retira y es reemplazado por Soarin' Around the World como parte de la Gran Inauguración de Shanghai Disneyland .
- 23 de julio de 2016: Guardianes de la Galaxia - Misión: Breakout! se anuncia para reemplazar The Twilight Zone Tower of Terror.
- 5 de septiembre de 2016: La celebración del aniversario del Diamante llega a su fin junto con World of Color Celebrate .
- 6 de septiembre de 2016: World of Color vuelve a su formato original.
- 10 de noviembre de 2016: Se estrena un nuevo programa navideño llamado World of Color - Season of Light , que reemplaza a World of Color: Winter Dreams .
- 3 de enero de 2017: Se cierra la Torre del Terror de la Zona Crepuscular .
- 20 de enero de 2017: Hurry Home, un espectáculo acuático de 6 minutos presentado antes de World of Color , debuta como parte de la Celebración del Año Nuevo Lunar.
- 27 de mayo de 2017: Guardianes de la Galaxia - Misión: Breakout! abre oficialmente junto con Summer of Heroes.
- 16 de julio de 2017: se anuncia Pixar Pier en la D23 Expo 2017 para reemplazar a Paradise Pier . [26]
- 10 de septiembre de 2017: finaliza Summer of Heroes.
- 10 de septiembre de 2017: finaliza Summer of Heroes.
- 8 de enero de 2018: California Screamin 'y Mickey's Fun Wheel cierran para su renovación, luego reabriendo como Incredicoaster y Pixar Pal-A-Round.
- 19 de marzo de 2018: ¡ Es difícil ser un insecto! cierra
- 20 de marzo de 2018: se anuncia oficialmente una tierra con temática de Marvel para reemplazar A Bug's Land.
- 13 de abril de 2018: comienza Pixar Fest, junto con Paint the Night .
- 22 de junio de 2018: el área restante de Paradise Pier cambia su nombre a Paradise Gardens Park.
- 23 de junio de 2018: Pixar Pier abre.
- 5 de septiembre de 2018: se cierra A Bug's Land .
- 30 de septiembre de 2018: finaliza el Pixar Fest.
- 28 de junio de 2019: Pixar Pier se completa con la apertura de Inside Out Emocional Torbellino.
- 2020: se abrirá la primera fase de una nueva área del Campus de los Vengadores.

## Áreas

### Buena Vista Street

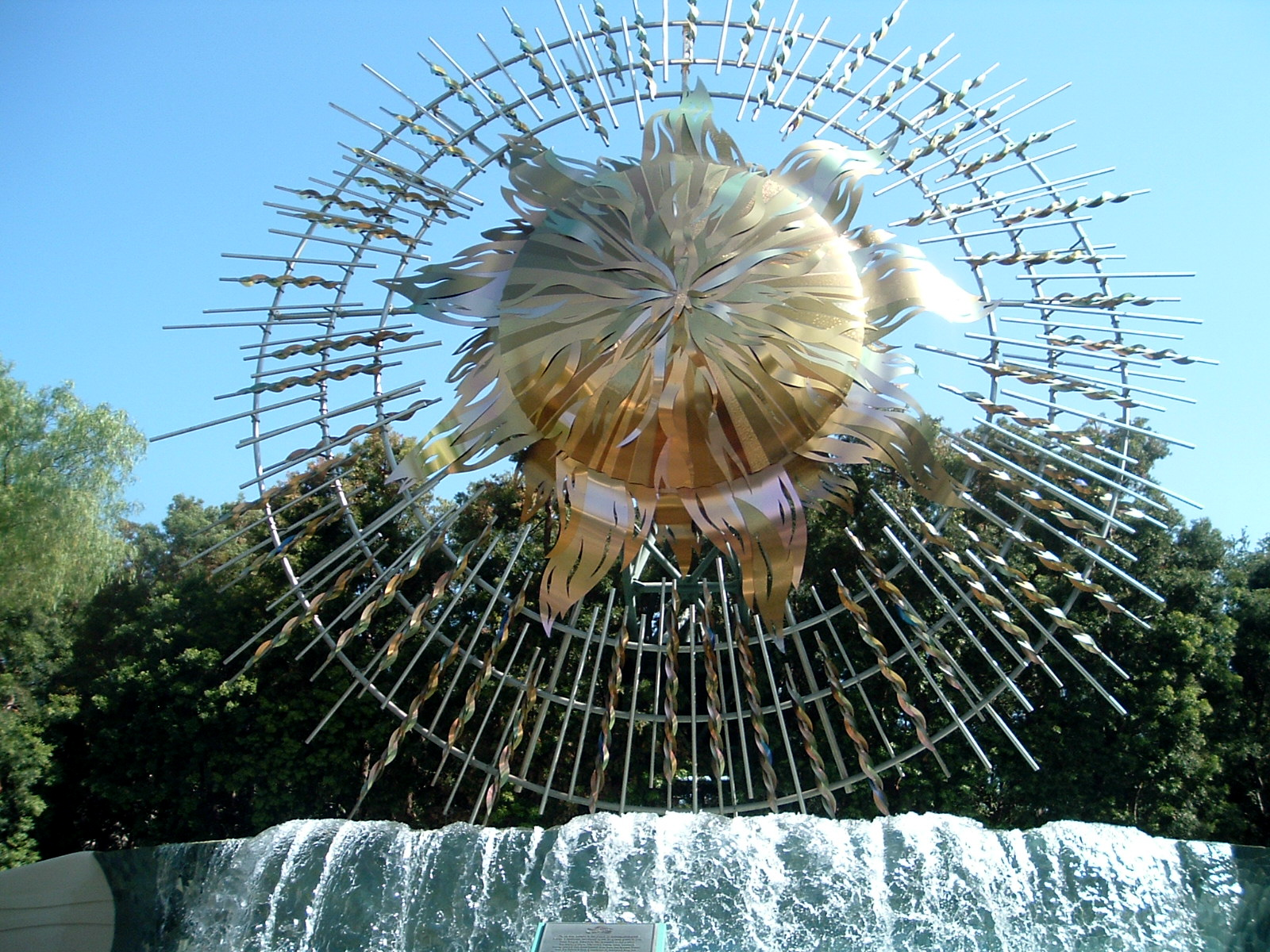
La fuente del sol ubicada en Sunshine Plaza (El área actualmente es Buena Vista Street)

Buena Vista Street es la primera tierra temática dentro de la entrada principal de Disney California Adventure, que toma su nombre de la calle en la que se encuentran los Walt Disney Studios en Burbank, California. Los huéspedes ingresan a la tierra a través de la entrada principal del parque. Buena Vista Street incluye una recreación de Los Ángeles a principios de la década de 1920, cuando Walt Disney llegó por primera vez, con fachadas Mission y Art Deco que albergan varias tiendas y restaurantes. Una estatua de Walt Disney y Mickey Mouse, titulada Storytellers, que se encuentra cerca del Carthay Circle. Buena Vista Street se abrió al público el 15 de junio de 2012.
La entrada principal original de Disney California Adventure, Sunshine Plaza, fue diseñada para evocar una sensación como si uno estuviera entrando en una postal de California. Después de que los invitados pasaran las letras gigantes que deletreaban "CALIFORNIA", pasarían debajo de una maqueta del Puente Golden Gate, que sirvió para ocultar una parte de la ruta del monorriel del complejo. Sunshine Plaza sirvió como centro de acceso a todas las demás tierras temáticas del parque. Al final del camino, había una fuente diseñada para reflejar los rayos solares en los alrededores de California. En Sunshine Plaza había también una réplica del Zephyr de California, que albergaba los dos restaurantes de servicio de mostrador de la plaza: Baker's Field Bakery y Bur-rr Bank Ice Cream. La plaza también albergaba dos de las mayores tiendas de recuerdos del parque, Greetings from California y Engine Ears Toys.

### Pixar Pier
Pixar Pier tiene el tema de una versión idealizada de los populares paseos marítimos costeros de California, como el muelle de Santa Mónica y el paseo marítimo de la playa de Santa Cruz. Originalmente llamado Paradise Pier, el terreno se cerró el 8 de enero de 2018 y se volvió a abrir el 23 de junio de 2018, con una nueva temática centrada en las historias de Disney • Pixar. La entrada al Pixar Pier presenta una tienda llamada Knick's Knacks, un restaurante conocido como Lamplight Lounge, y un puesto de helados llamado Adorable Snowman Frosted Treats, inspirado en el Abominable Snowman de Disney • Pixar Monsters, Inc. Pixar Pier se divide en cuatro "vecindarios": Incredibles Park, Toy Story Boardwalk, Pixar Promenade y Inside Out Headquarters.
Incredibles Park está inspirado en la película de Disney • Pixar Los Increíbles , y presenta una plaza decorada con arquitectura moderna de mediados de siglo. El área alberga Incredicoaster, una atracción tipo montaña rusa, así como un puesto de galletas llamado Jack-Jack Cookie Num Nums.
Toy Story Boardwalk está inspirado en las películas de Toy Story . En el paseo marítimo se encuentra el Critter Carousel de Jessie, inspirado en Toy Story 2, y Toy Story Midway Mania!, una atracción con personajes de Toy Story y con temas de juegos clásicos de un típico paseo marítimo. Hay dos lugares para comer en esta área: Poultry Palace, inspirado en el cortometraje de Toy Story Small Fry , y Señor Buzz Churros, inspirado en Toy Story 3.
El área de Pixar Promenade está inspirada en los paseos marítimos de la época victoriana de California, y la atracción principal es el Pixar Pal-A-Round , una rueda excéntrica con góndolas con los rostros de personajes notables de Disney • Pixar.
La Inside Out Headquarters está inspirada en Inside Out e incluye la ubicación del restaurante Angry Dogs. Además, el área incluye la tienda Bing Bong's Sweet Stuff y la atracción Inside Out Emocional Torbellino, ubicada donde alguna vez estuvo el Maliboomer.

### Paradise Gardens
Paradise Gardens Park tiene el tema de un parque costero de la época victoriana. La tierra fue originalmente parte de Paradise Pier, pero pasó a llamarse Paradise Gardens Park el 22 de junio de 2018 cuando la tierra adyacente a través de Paradise Bay reabrió al día siguiente como Pixar Pier.
El Paradise Garden Grill y el Boardwalk Pizza & Pasta son dos restaurantes en la tierra que están conectados por un área de asientos al aire libre y sombreada construida alrededor de una glorieta en la que las bandas tocan todos los días.
Las atracciones en el área incluyen Goofy's Sky School, una montaña rusa de Wild Mouse basada en el corto animado de 1940 Goofy's Glider, The Little Mermaid: Ariel's Undersea Adventure, un paseo oscuro basado en la película animada, Silly Symphony Swings , un tema de atracción swinger con olas. al cortometraje de Disney The Band Concert de 1935, Golden Zephyr, una atracción Circle-Swing con temática de cohetes, y Jumpin 'Jellyfish, una atracción estilo salto en paracaídas.
Un espectáculo hidrotécnico, Disney's World of Color, se realiza todas las noches en las aguas de Paradise Bay (utilizando fuentes, proyección y efectos de llama) y muestra una serie de viñetas de numerosas películas de Disney y Pixar.

### Golden State

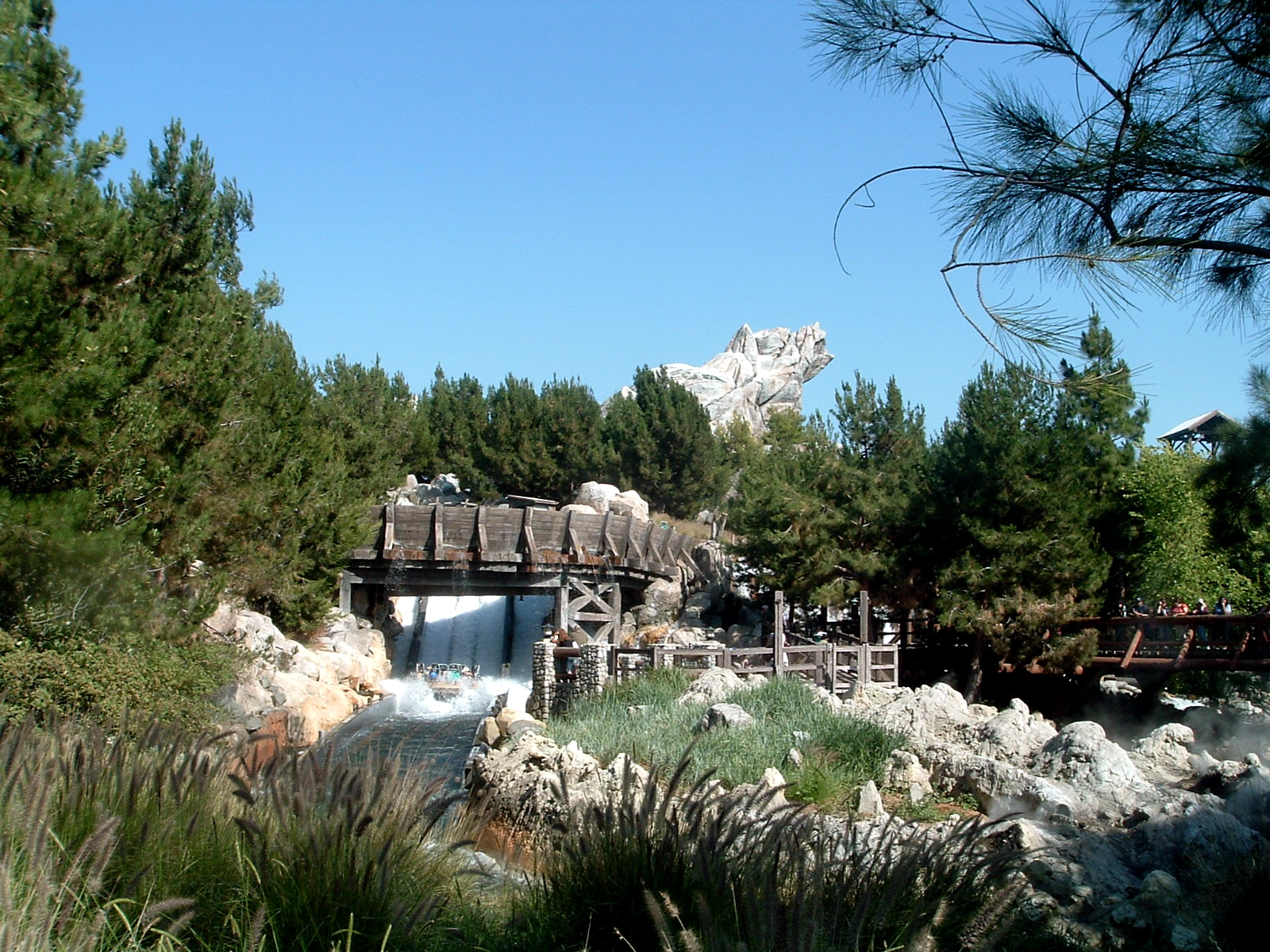
Una parte de Grizzly River Run, con la montaña icónica de Disney California Adventure.

Esta área permite que los visitantes experimenten toda el área natural de California. Se divide en cinco sub-áreas:

#### Cóndor Flats
Es un área de aviación temática, similar a la que se encuentra en Walt Disney World Resort: Soarin' que simula un viaje en planeador por toda California. Es un paseo popular entre los visitantes.

#### Grizzly Peak Recreational Area
Es un área boscosa, bordeada por el río Grizzly. Este y el bosque se encuentran en torno al monte Grizzly. Cerca de allí está el sendero de Redwood Creek Challenge Trail; también hay un patio interactivo y un anfiteatro que ofrecen a los personajes de la película de Disney: Brother Bear también hay una entrada al Disney's Grand Californian Hotel.

#### The Golden Vine Winery
Esta área ofrece dos restaurantes (The Vineyard Room y Vine Country Trattoria), y un paseo. Antes ofrecía una atracción que mostraba como se hacía el vino en California, a partir del verano del 2008 cerró para dar paso a un centro donde se mostrarán ideas y bocetos de los cambios que se harán al Resort.

#### The Bay Area

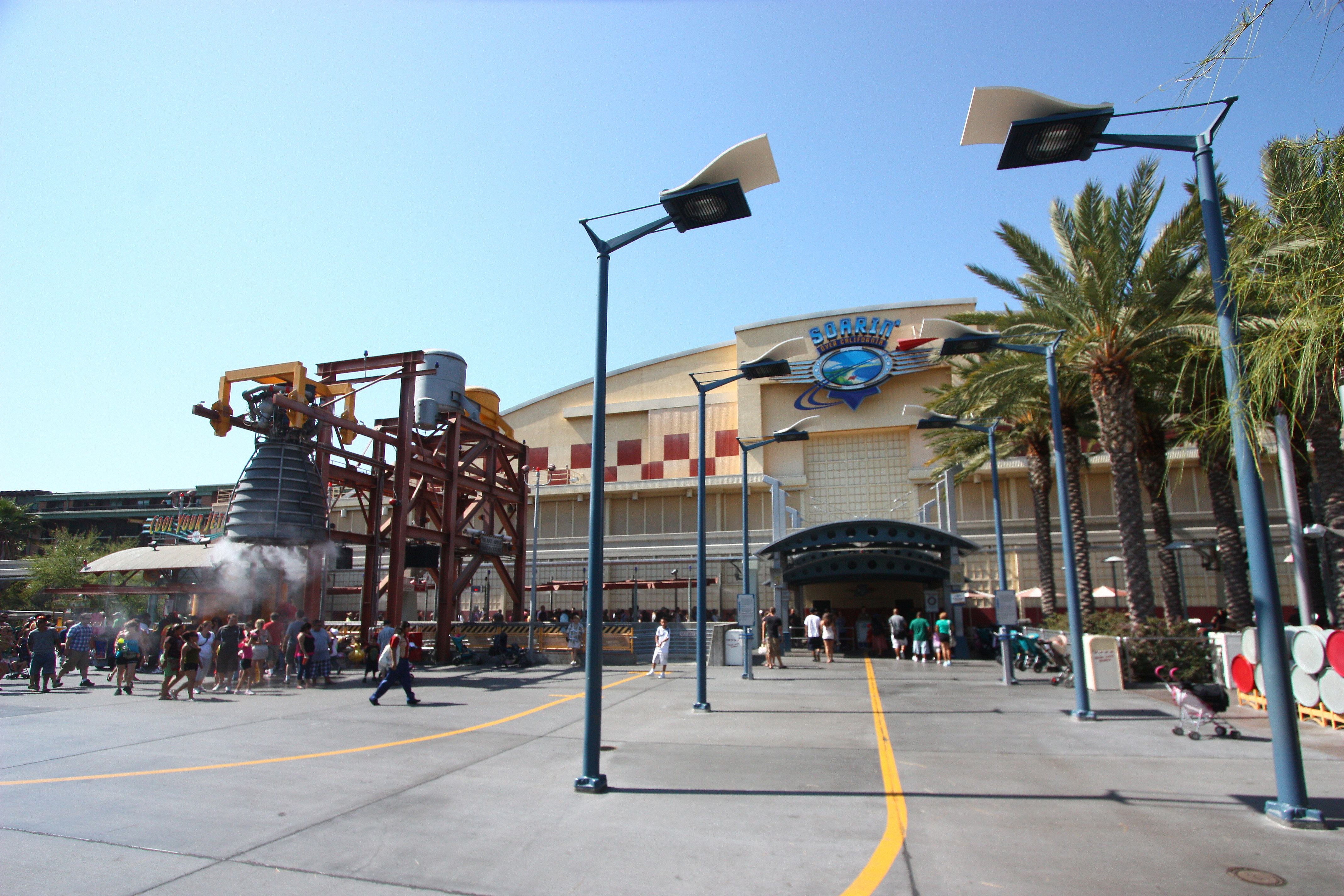
Soarin' Over California en Cóndor Flats, Golden State.

Ofrece Golden Dreams, una película sobre la historia de California, esteralizada Whoopi Goldberg. La atracción cerrará sus puertas en octubre de 2008 para dar paso a la nueva atracción de La Sirenita.

#### Pacific Wharf
Basado en Monterey's Cannery Row, especialmente en lo representado en el muelle de pesca de las novelas escritas por John Steinbeck (también similar a San Francisco). Pacific Wharf contiene un par de restaurantes, junto con un carro de cerveza y un soporte de Margarita, más una fábrica de tortillas (que ofrece una demostración de como es el procedimiento por el cual estas se hacen, desde que son maíz y pasta) y una panadería que hace budón de pan (posee una gran vitrina que hace visible su interior), con Rosie O'Donnell y Colin Mochrie como guías turísticos de video.

### Hollywood Pictures Backlot

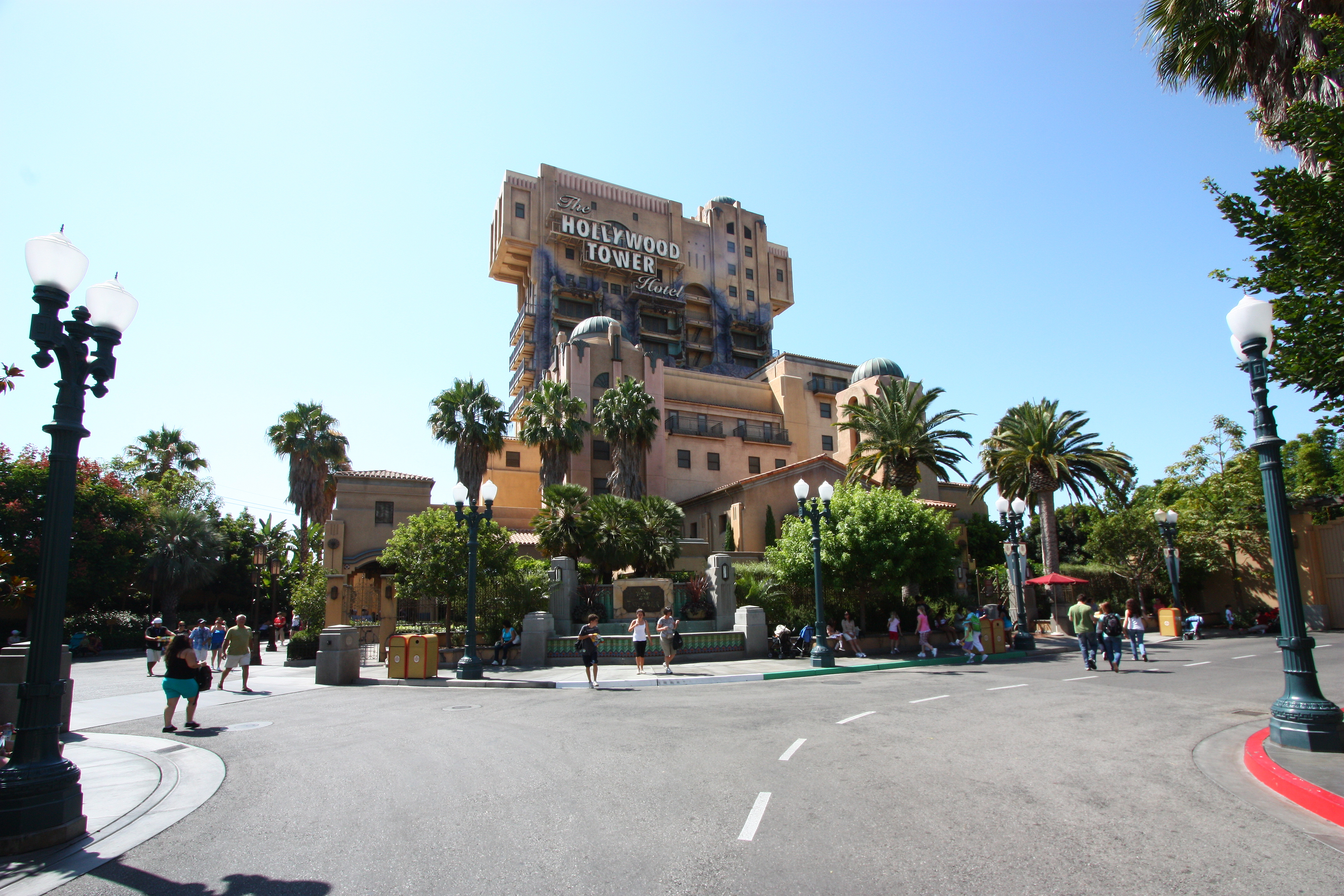
Vista de The Tower of Terror, atracción principal de Hollywood Backlot.

Hollywood Pictures Backlot es un área que recrea las calles de Hollywood y estudios de producción, posee atracciones tematizadas en Hollywood. Una versión de Disneyland de Tower of Terror fue abierta en el 2000, la versión original de la atracción se encuentra en Disney's Hollywood Studios. Recientemente se ha abierto una atracción de nombre Monsters, Inc. Mike & Sulley to the Rescue! que se basa en los personajes de Monsters, Inc., fue abierta en el antiguo edificio de Superstar Limo. El teatro de 2000-seat Hyperion muestra la obra Disney's Aladdin: A Musical Spectacular.
También se ofreció para abrir en el parque, en el futuro una demostración de Muppet Vision 3-D, un show que se originó en Disney's Hollywood Studios en Florida.
La entrada al área de Hollywood Pictures Backlot ofrece dos esculturas de cerámica con elefantes encima de columnas como homenaje a un sistema enorme construido por la gran intolerancia épica de 1916 hacia la película de Hollywood dirigida por D.W. Griffith. Este homenaje se repite en Hollywood y el complejo de entretenimientos ontañes en Los Ángeles que contiene actualmente la academia que concede ceremonias en el Kodak Theatre (que abrió el mismo año que el parque 2001) que también posee las esculturas.
Esta área será la última en ver un cambio durante la mega remodelación que se hará al parque. Se cambiará el nombre a Hollywoodland y reflejará el famoso Hollywood de los años 30.

### A Bug's Land

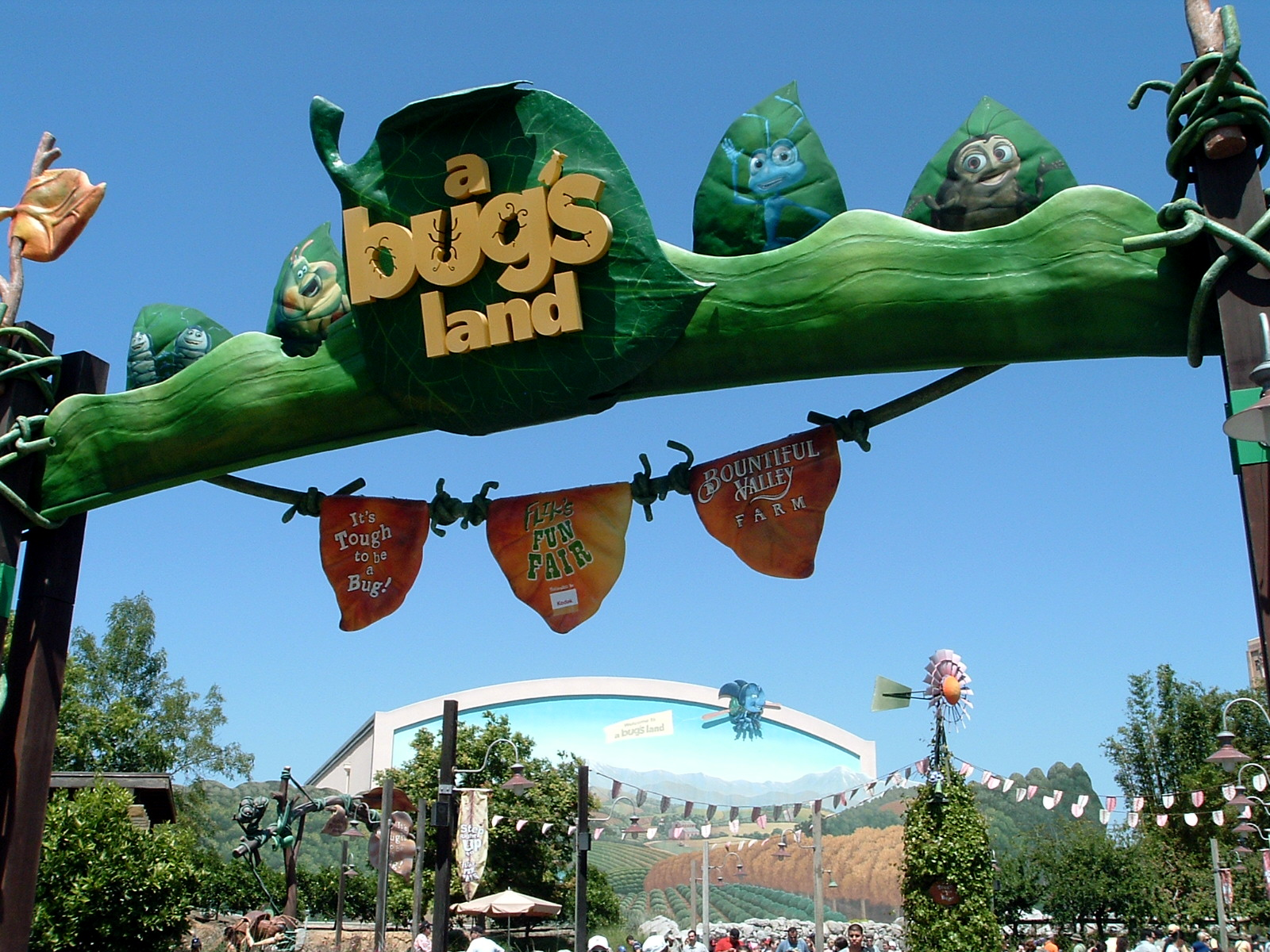
Vista de la entrada de A bug's land.

Ofrece It's Tough to be a Bug y la Bountiful Valley Farm, basada en la película de Disney-Pixar A Bug's Life, se abrió en 2003 y ofrece varios paseos para niños como unos carritos chocones y unas sillas voladoras relacionadas con el universo de dicha película.

### The Performance Corridor
The Performance Corridor es la ruta principal del desfile a través del parque, posee curvas construidas alrededor de Sunshine Plaza, pasa por la entrada a A bug's land y Golden Vine Winery, más allá de la atracción de Golden Dreams, y a mitad del camino la entrada a Paradise Pier. Finalmente corta de frente con California Screamin'.
The Performance Corridor recibió tres desfiles importantes: ¡Eureka! (abierto con el parque, ahora cerrado), Disney's Electrical Parade (abierto todo el año con excepción del verano) y Disney, Disney's Block Party Bash (que se muestra solo 3 días a la semana en la temporada baja, y días adicionales en Temporada Alta).
Las palmeras en la Sunshine Plaza costaron $13 000 cada uno en su compra.

## Entretenimiento

### Personajes
Muchos personajes de Disney, pueden ser encontrados a lo largo del parque, para interactuar con los niños y tomarse fotografías. Algunos personajes tienen áreas específicas donde aparecer con talol.

### World of Color
World of Color es un espectáculo nocturno diseñado por Walt Disney, Disney Creative Entertainment exclusivamente para el parque. El show posee más de 1200 fuentes e incluye láseres, luces y fuego combinado con proyecciones de alta deficinión, similareas a las utilizadas en los espectáculos Fantasmic! en Disneyland y Disney's Hollywood Studios en Walt Disney World en Lake Buena Vista, Florida. El show está diseñado para cambiar regularmente y presentar contenido relacionado con la temporada en que se emite como Navidad y Halloween, según declaraciones de su creador Steve Davison.

### Pixar Play Parade
Pixar Play Parade presenta carruajes y personajes basados en las películas de Disney·Pixar: Monsters, Inc., Los increíbles, Ratatouille, Buscando a Nemo, A Bug's Life y Cars.

## Falta de éxito inicial

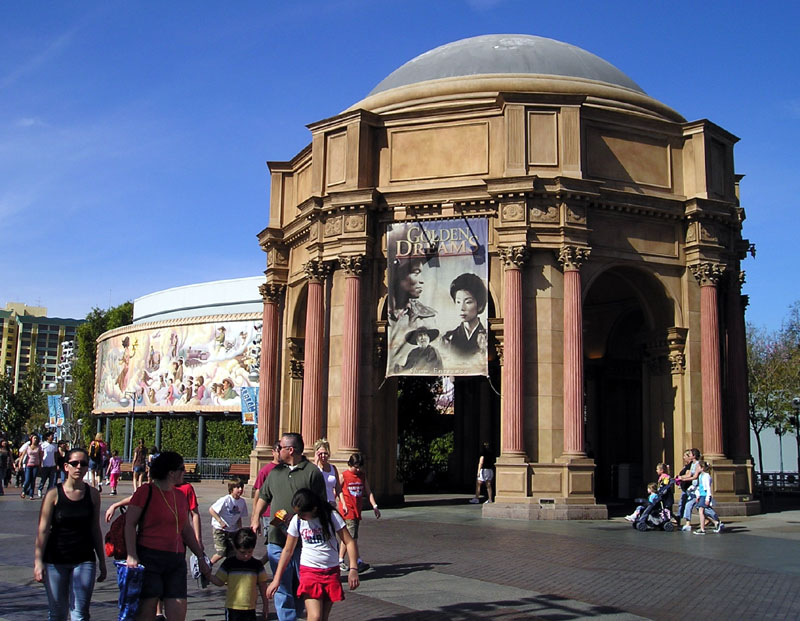
Vista del antiguo teatro donde se reproducía la película Golden Dreams. Actualmente se ha demolido y en su lugar se está construyendo The Little Mermaid: The Ariel's Undersea Adventure.

La cantidad de personas el día de la apertura era muy baja comparadas con lo pronosticado. Aunque el periodo con el que se anticipó la apertura fue muy anterior a esta, las malas críticas sobre “una pobre selección de atracciones” desalentó al público. Los planes iniciales que poseían las entradas de los visitantes eran para pasar un día completo en el parque, pues el parque solo vendía pases anuales únicamente a los visitantes que se hospedaban en uno de los tres hoteles pertenecientes a Disney podrían comprar ParkHoppers. La mayoría de las restricciones fueron quitadas en los primeros meses. A inicios de 2001, Walt Disney Parks and Resorts cambió el programa anual de entrada en gran parte; esto creó una caída en la atención, puesto que toda la publicación anual Passholders conseguía que en las entradas a Disney's California Aventure no se realizaran recargos.
Un artículo del diario Los Angeles Times perteneciente a las noticias del 14 de enero de 2001 indicaron que los pronósticos de la compañía demuestran que el promedio de atención de Disneyland Park bajaría aproximadamente 500 000 por año, y la cantidad de visitantes disminuiría cerca de 13,3 millones de visitas anuales, y Disney's California Adventure aumentaría las visitas por 7 millones. Nunca se han alcanzado esas cifras. En 2002, el parque Disney's California Adventure poseía cerca de 4 700 000 visitantes anuales según lo divulgado por la revista comercial Amusement.

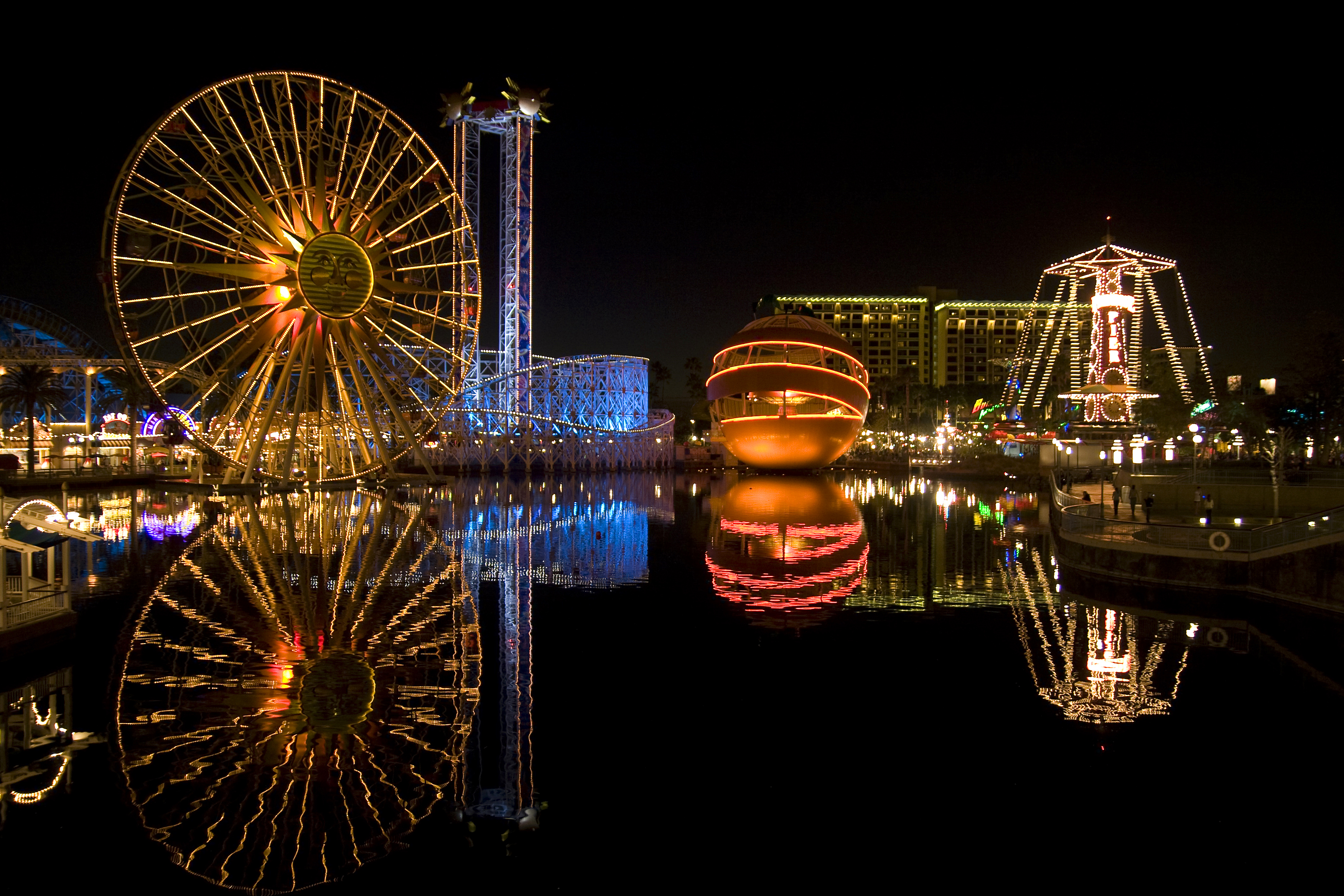
Vista del antiguo Paradise Pier, previo a las remodelaciones.

En 2003, el parque Disney California Adventure dio un aumento del 13 % en la atención y fue el único parque de atracciones en los Estados Unidos en poseer un aumento double-digit, ofreció “Disfruta del parque de Disneyland por un día y de Disney California Adventure otro día y ¡GRATIS!” (una promo de Disney, divulgada en su lengua) por 9 meses en 2003, que fue un promotor importante, y aumentó, en gran parte, las visitas. En 2004, el parque poseía un aumento del 6 %, lo equivalente a 5,6 millones de visitantes anuales. El crédito del aumento se puede ubicar en Tower of Terror de la zona de atracciones de terror en Hollywood Pictures Backlot. Mientras que estos números elevan las visitas, los propios internos de Disney revelan que la cantidad de visitas todavía sigue muy por debajo de las de su parque hermano.
Un accioniasta importante del parque, Roberto Iger fue en expediente durante la reunión anual de accionistas de la Walt Disney Company celebrada en el mes de octubre de 2006, cuando alguien preguntó si un tercer parque sería construido en el complejo de Anaheim este declaró “todavía estamos trabajando para asegurarnos si la construcción del segundo fue útil”, refiriéndose a Disney California Adventure, “en la disciplina de ser sinceros, estamos desafiados”.
Gran parte de las visitas al parque se deben a los boletos anuales, las promociones y la compra anticipada de boletos. Un porcentaje más alto de huéspedes utiliza pasaportes anuales para entrar gratis en Disney California Adventure, entrando de forma pagada a Disneyland. Gran parte de las otras visitas se componen de compradores de ParkHoppers que permiten la entrada a los parques, y las admisiones libres que vienen como una gratificación para los empleados de Disney. El parque vende muy pocos boletos diarios que permitan la admisión al parque de forma pagada, y sin promociones, ParkHoppers, etc. Mirado desde otro lado, las oficinas cuentan que tan solo el 20 % de los visitantes ingresa al parque de forma pagada. (el otro 80 % se compone de boletos ParkHopper, multidia, pasaportes anuales y visitas gratuitas y guiadas).

## Rediseño y expansión
El 17 de octubre de 2007 The Walt Disney Company anunció un plan de varios años en el que invertiría 1100 millones de dólares para reformar Disney's California Adventure. Actualmente los planes de renovación y expansión están expuestos para los visitantes en Blue Sky Cellar en la atracción Golden Vine Winery. Disney decidió escuchar al público y todas las atracciones sujetas de críticas por parte de este serían quitadas en un rediseño y expansión que se extendería desde 2010 hasta 2012. Otras atracciones serán rediseñadas o reemplazadas por una gran área de meet-and-greet con los personajes de Disney.

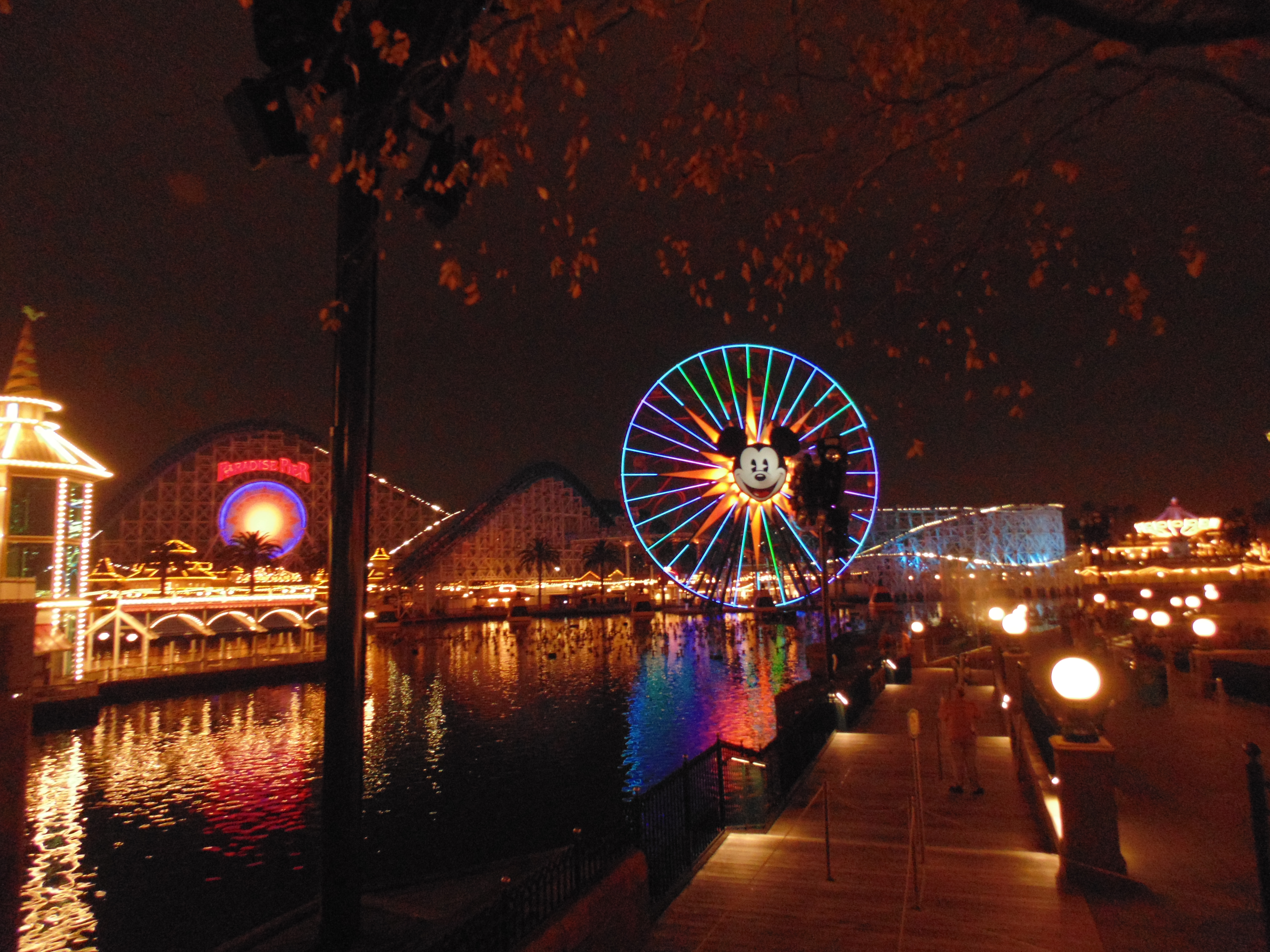
Disney California Adventure Park.

### Buena Vista Street
Sunshine Plaza fue remodelada y renombrada como Buena Vista Street (formalmente Walt Disney Plaza). Esta área lleva el nombre de la calle donde los Walt Disney Studios están ubicados en Burbank. El área representa a Los Ángeles en los años 1920, cuando Walt Disney llegó allí.
Buena Vista Street presenta edificios de estilo colonial. La réplica del Golden Gate fue quitada y reemplazada por algunos arcos. La estructura de la “puesta de sol” (fuente de agua) fue reemplazada por una copia del Carthay Circle Theater, el cual albergó la premier mundial de Blancanieves y los siete enanitos en 1937. El edificio sirve de una pieza central inusual de Disney California Adventure Park como un nuevo icono principal. Habrá también una nueva versión en bronce de Partners, la estatua de Walt Disney y Mickey Mouse que aparece en Disneyland Park, pero mostrando un Walt Disney más joven llegando a Los Ángeles en los años 1920, Fue Abierto al Público el 15 de junio de 2012 Junto a Red Car Trolley y Cars Land
Muchas de las tiendas anteriormente disponibles en Sunshine Plaza (incluyendo Engine Ears Toys) fueron quitadas y reemplazadas por otras construidas con la arquitectura distintiva de California. Además se añadieron veredas y cestos para hacer parecerse a la entrada más a una calle real.
La Entrada del Parque Fue Extendida Hasta Donde el Anterior Letrero se Encontraba. Varios Tranvías Rojos (Similares a los de ¿Quién engañó a Roger Rabbit?), Viajan Desde la Plaza Hasta Guardians of the Galaxy – Mission: Breakout!. La Construcción de Buena Vista Street Comenzó en enero de 2010 y Reabrió el 15 de junio de 2012.

### Golden State
Golden State Sufrió La Adición de Varios Nuevos Restaurantes Basados en las Áreas Rurales de California y su Legado. Los Tematizados Food and Wine Festivals Tomaron su Lugar en Esta Área. The Seasons of the Vine Fue Cerrada en marzo de 2008 y Reemplazada Por Walt Disney Imagineering Blue Sky Cellar, Abierta en octubre de 2008, Que Muestra Las Futuras Adicciones de Atracciones Al Parque.

### Hollywood Land
Hollywood Pictures Backlot Fue Renombrada como Hollywood Land, Representando el Aspecto de Hollywood en los años 1930. Varios Directores de Disney, Escritores y Animadores Aparecen Ocasionalmente en el Área Para Hablar con los Visitantes de sus Carreras. El Popular Show Para Niños Disney Junior Live on Stage Fue Actualizado Con Nuevos Shows y El Red Car Trolley De Walt Disney Plaza Atraviesan El Área.

### Cars Land
Es una de las áreas más recientes del Disneyland Resort (junto a Pixar Pier). Cars Land es una sorprendente expansión de casi 5 hectáreas inspirada en el pueblo Radiador Springs que es una réplica de dicho pueblo que aparece en la película de Disney Pixar, Cars. Acelera tu motor en Radiador Springs Racers y Mater's Junkyard Jamboree. Después de tu vuelta de la victoria, pasa a llenarte el tanque en Flo's V8 Café, Cozy Cone Motel y Fillmore's Taste-In, que son restaurantes inspirados en la película de Cars.
Cars Land posee atracciones que se reparten en un área de 49 000 m². La primera, Radiator Springs Racers, está disponible por E-Ticket y usa la tecnología de Test Track, en Epcot. Es, además, una de las atracciones más caras jamás construidas, y costó 200 millones de dólares. Es un detallado recorrido de interiores y exteriores que representará una carrera. La atracción inicia con la aparición de Rayo McQueen y finaliza en el motel Wheel Well de la película. La atracción incluye varios detalles de carretera como grandes curvas, túneles, puentes, cascadas, entre otras.
Las otras son dos atracciones familiares con un requerimiento de altura menor como Mater's Junkyard Jamboree, una atracción similar a las tazas giratorias y Luigi's Roamin' Tires, que será similar a la atracciones de Tomorrowland de 1960 Flying Saucers. Cars Land también presenta una tematización en tamaño real de Radiator Springs y varias tiendas y restaurantes para los visitantes. Cars Land abrió sus puertas al público el 15 de junio de 2012, al mismo tiempo que abrió Buena Vista Street y Red Car Trolley.
El área además fue construida encima de un estacionamiento, detrás de The Twilight Zone: Tower of Terror. Cars Land además sirve de conexión entre Grizzly Peak y Hollywood Land, eliminando el camino sin salida en la base de la atracción The Twilight Zone: Tower of Terror.

### Pixar Pier
En verano de 2018 se inauguró su nueva área temática Pixar Pier, que representa un parque de atracciones con temática de Pixar en la orilla del mar con la nueva montaña rusa Incredicoaster, inspirada precisamente en Los Increíbres 2, la montaña rusa que se conocía como California Screamin’ se convirtió permanentemente en la Incredicoaster, que cambió el diseño del loop, en lugar del loop de puesta de sol tendrá un nuevo loop con el logo de Pixar Pier, la pelota de Pixar y una tortilla gigante que rodea las letras de Pixar Pier y la pelota de Pixar que aparece en las películas de Pixar. La montaña rusa invitará a sus pasajeros a un área de embarque con estilo modernista, donde abordarán vehículos con una imagen distintiva y novedosa, nuevos momentos y escenas con los personajes de Pixar y novedosos efectos especiales, así como una nueva banda sonora. Conectarán la historia de la atracción con la de Los Increíbles 2, de Pixar, que se estrenó en los cines el 15 de junio de 2018, explicó la empresa a través de un comunicado. De hecho, Incredicoaster es el centro de Pixar Pier, que ahora tiene cuatro caprichosos vecindarios, además de mucha comida, bebidas y suvenires.
En este paseo marítimo (boardwalk) del Disneyland Resort, los visitantes podrán vivir las historias de Pixar y compartirlas con sus personajes de forma novedosa e increíble. Pixar Pier, un área permanente en la costa sur de Paradise Bay, debutó durante el Pixar Fest, un evento de tiempo limitado que dio inicio el 13 de abril de 2018. “La nueva área temática Pixar Pier presenta la nueva e increíble montaña rusa, The Incredicoaster, además de cuatro fantásticos vecindarios donde los visitantes se adentrarán en las encantadoras historias de Pixar”, informó Disneyland Resort.
Los cuatro vecindarios que podrán visitar las personas en Pixar Pier, que estará ubicado en lo que se conocía como Paradise Pier, son:
1. El primer vecindario se inspira en el filme Los Increíbles. Contará con la montaña rusa Incredicoaster, y abrió sus puertas el sábado 23 de junio de 2018 con la Incredicoaster.
2. El vecindario inspirado en Toy Story será construido alrededor de la popular atracción Toy Story Mania! y Jessie's Critter Carousel. un carrusel basado en Woody's Roundup de la película de Toy Story 2 que abrirá sus puertas en 2019.
3. Los visitantes también pueden descubrir una nueva atracción para toda la familia en otro novedoso vecindario inspirado por la película Inside Out que se estrenó en los cines en 2015. Por cierto, hubo una fiesta de dicha película en el juego multijugador Club Penguin en julio de 2015. La apertura de Inside Out se dará a conocer en 2019.
4. Otro vecindario novedoso celebra la colección de las historias favoritas de los visitantes de Pixar, como Los Increíbles, Toy Story , Cars, Inside Out, Coco, Monsters, Inc., entre otros. La rueda de la fortuna Mickey’s Fun Wheel se convirtió en Pixar Pal-A-Round con cada una de las 24 góndolas mostrando un personaje de Pixar distinto y un nuevo esquema de pintura, mientras la cara icónica de Mickey Mouse continuará desplegando felicidad a través de esta área.

Además, en Games Of The Boardwalk, que actualmente incluye un juego llamado Bullseye Stallion Stampede, los visitantes pueden encontrar juegos inspirados en los personajes de Pixar. Nuevos juegos incluyen personajes de A Bug’s Life, La Luna y WALL·E.
Con el fin de prepararse para estos grandes cambios, varias atracciones cerraron el 7 de enero: California Screamin’, Mickey’s Fun Wheel, Games Of The Boardwalk y Sideshow Shirts, mientras que King Triton's Carousel cerró el 4 de marzo de 2018, se especificó en el boletín.
Aparte de las nuevas atracciones, el restaurante Ariel’s Grotto y el Cove Bar se transformaron en un salón con la temática Pixar que ofrece extraordinarias vistas de Paradise Gardens Park y el nuevo Pixar Pier. Por lo tanto, ambos cerrarán el 7 de enero de 2018. Sin embargo, el Cove Bar reabrió brevemente en abril antes de su transformación permanente.
“Las áreas restantes del Paradise Pier original, incluyendo Paradise Gardens, Silly Symphony Swings, Jumping Jellyfish, Goofy’s Sky School, Golden Zephyr y The Little Mermaid Ariel’s Undersea Adventure, se convirtieron en una nueva área temática llamada Paradise Gardens Park”, indicó Disneyland Resort en el comunicado.

### Paradise Gardens Park
Las áreas restantes de Paradise Pier que incluyen las atracciones Paradise Gardens, Silly Symphony Swings, Jumping Jellyfish, Goofy’s Sky School, Golden Zephyr y The Little Mermaid Ariel’s Undersea Adventure, después de la renovación de la nueva área Pixar Pier, se convirtieron en Paradise Gardens Park, un área que representa un parque de atracciones a la orilla de un lago.

## Críticas

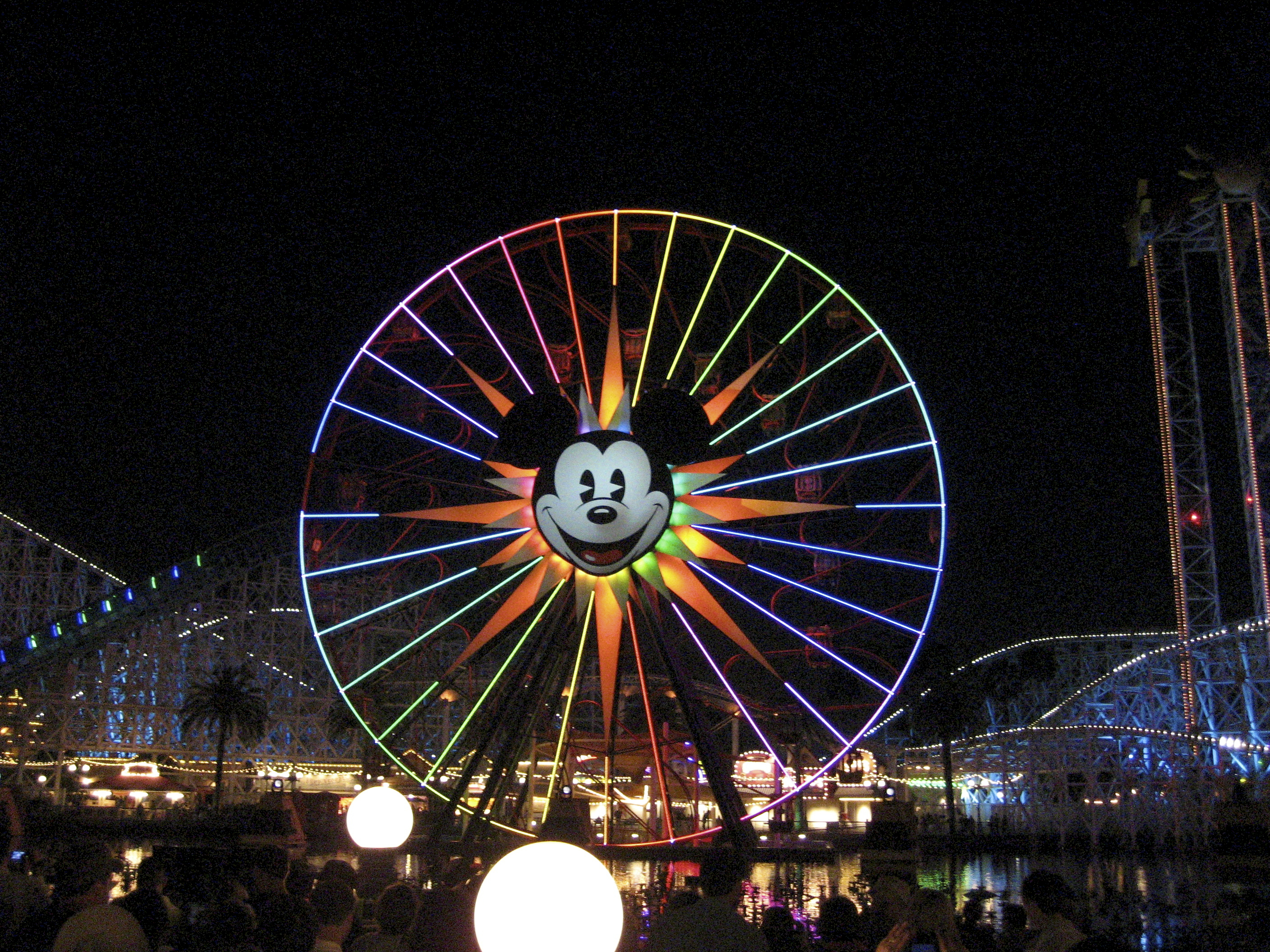
Vista Del Pixar Pal-A-Round de Noche en Pixar Pier.

Una gran cantidad de personas y medios de comunicación importantes han criticado al parque por su temática en general.

### Tema
Una queja muy repetida es que el parque luce muy monótono y no refleja correctamente los intereses de los habitantes de California. Fue diseñada para ser un símbolo de California en el presente y el futuro para los turistas lleguen al estado de oro.
Esta crítica se une con la de que el parque no tiene mucho del estilo de Disney. Más bien que promociona el éxito de Disneyland Resort en general, y los productos de Disney y que deja de lado al parque (especialmente en la apertura), también se dijo que debían darle más espacio al tema Disney. Esto se hizo especialmente evidente cuando se comparaba con el nuevo parque de Tokyo Disney Resort abierto en el mismo año: Tokio DisneySea, que fue elogiado por su gran número de visitas y esta “presencia Disney” que estaba visible. Muchos sentían que la “presencia Disney” estaba perceptiblemente ausente en DCA. Críticas similares fueron reconocidas sobre Epcot, parque de Florida segundo en abrirse en Walt Disney World Resort, cuando se abrió en 1982.
Un artículo en noviembre de 2002 Marketwatch.com divulgó que el costo de construcción de Disney California Adventure era de $650 millones. Disney pago $1400 millones para convertir el área de parques de Disneyland a un resort, los otros $750 millones estuvieron dedicados a Downtown Disney, Grand Californian Hotel, y otras mejoras del resort. John Cora, que era vicepresidente a cargo del desarrollo del resort cuando DCA era construido declaró que la prioridad más alta al mejorar y promover el desarrollo de un parque era guardarse los costos.
Es por eso que la mayor meta de la gran remodelación que se anunció durante el año 2007 es darle la temática que el parque no obtuvo durante su construcción.

### Dedicación en tiendas y restaurantes, no en atracciones

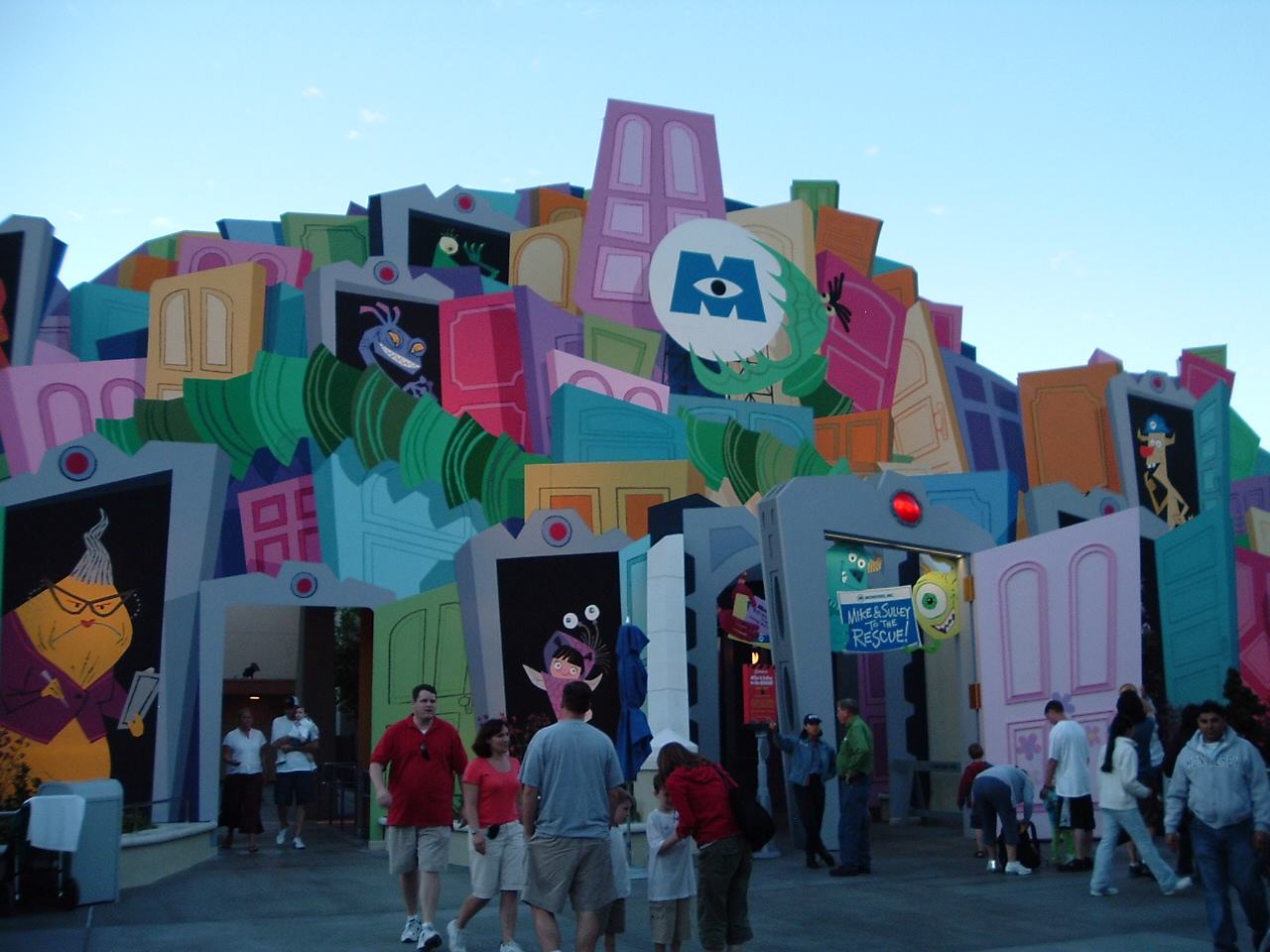
Vista de la fachada de la atracción Monsters, Inc.: Mike and Sulley to the Rescue!

Disney California Adventure también se compone en gran parte por paseos familiares, y un gran número de estos es limitado en capacidad. La gerencia de Disney insistió en que el parque está construido en un presupuesto que se ubica el 20 % por debajo de lo que la firma previamente había considerado adecuado, y en opinión de los críticos, este lidera un ranking de perdida de fondos, y que la compañía invierte más fondos en la construcción de cafeterías, restaurantes, pasos, etc que en atracciones, ya que es por estas últimas que la gente visita el parque.
Por otra parte, Disney California Adventure tiene tantas o aún más atracciones que otros parques temáticos de Disney en el país tales como Disney's Animal Kingdom y MGM Studios en Florida (ambos parques son varios años más antiguos que el segundo de Disneyland Resort). Era una inevitable comparación a su parque vecino, Disneyland dotado de 60 atracciones, hace que California Adventure parezca minúsculo, ya que ofrece aproximadamente la mitad de estas.
Una diferencia importante entre Disneyland y su parque vecino, es que Disney California Adventure tiene autorización para servir bebidas alcohólicas. Muchos restaurantes ofrecen cerveza; el área de Paradise Pier tiene un carro de cerveza y un soporte de margarita. The Golden Vine Winery ofrece pruebas de vino gratuitas, y como parte del restaurante del Ariel's Grotto, la barra de la ensenada posee una gran selección de cocteles, junto con la cerveza y el vino. Disney intentó conseguir una compañía importante de cerveza para patrocinar el parque, pero no pudo conseguirla. Una división fue realizada con Karl basada en San Diego Strauss Brewing Company para ser el proveedor oficial de cerveza en el parque y patrocinar el carro de cerveza en el Paradise Pier. También se poseen siete tipos de ésta en Ariel's Grotto.

### Precio
El precio de admisión fue criticado de forma importante desde lanzamiento. Disney intento que la admisión separada de Disney California Adventure posea una tarifa similar a los honorarios de la entrada de Disneyland. A muchos visitantes, el precio (en ese entonces $43) les parece excesivo para un parque menor a Disneyland en el que éste se justificaba, y esto se comprobaba con solo ver la plaza de entrada. Disney California Adventure parecía ofrecer menos atracciones como para tener el mismo valor de entrada que su vecino.

### Transporte
Diferente a Disneyland, el parque original, el único medio del transporte para tranladarse en el parque es a pie. No hay autobuses, trenes, monorrieles, o vehículos de clase disponible para el público, (el tren de monorriel de Disneyland pasa por el parque, pero no está disponible para recorrerlo totalmente). El parque en sí mismo es mucho más pequeño que Disneyland, así que el recorrido y visita a pie no es muy cansada.
Las visitantes hospedados en el Disney's Grand California Hotel poseen su propia entrada al parque. Esta entrada también puede ser utilizada por los huéspedes de cualquiera de los tres hoteles pertenecientes a Disney en su primera visita, y cualquier huésped del parque que desee volver a entrar el hotel también puede hacerlo. Una entrada especial que estaba disponible para las huéspedes que se hospedan en el Paradise Pier Hotel, fue cerrada.

### Atracciones

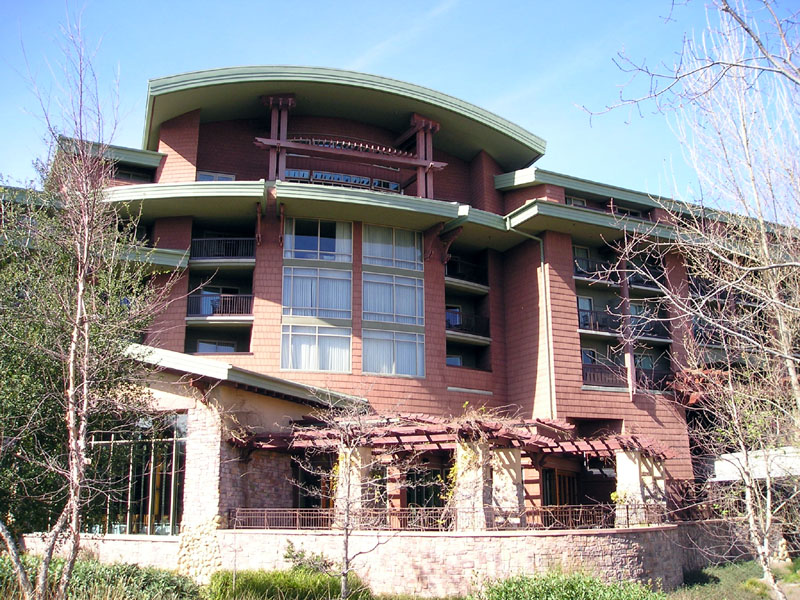
El Disney's Grand Californian Hotel ubicado junto al parque.

Una gran cantidad de atracciones originales fueron criticadas como decepcionantes, incluyendo la mayoría de las atracciones y de los restaurantes en el área de Hollywood Pictures Backlot así como el área de Paradise Pier que se ha criticado como monótona y aburrida.
Una de las atracciones originales de Hollywood Pictures Backlot era Limo Superstar. Su mapa de recorrido era imaginar al visitante como una celebridad que acaba de llegar al aeropuerto internacional de Los Ángeles, y se toma paseo turístico por Hollywood. El humor de las críticas se basó en las bromas realizadas en la atracción, los medios y los paparazzi obsesionados. La atracción fue criticada por los sistemas y los personajes, y fue la primera en el parque en cerrarse. Estuvo abierta por menos que un año, y una atracción basada en la película Monsters, Inc. fue construida en su lugar. ¡Monsters, Inc. Mike y Sulley to the rescue! fue abierta el 23 de enero de 2006.
El teatro de Hyperion, también en el área de Hollywood Pictures Backlot, se abrió inicialmente con un show llamado Steps in time. Contrario a los significados del título, no fue basado en Mary Poppins ni en ninguna clase de película antigua de Disney; los críticos lo vieron como una general pérdida de tiempo, y a pesar de un cambio temático de última hora, se cerró rápidamente.
Los críticos declararon con varias frases muy fáciles de comprender: “Disney California Adventure está condenado desde su apertura en 2001, es una gran pérdida de tiempo y un gran parque fracasado”.
Aunque California Adventure es más pequeño que todos los parques de Disney en Estados Unidos (Disneyland, Magic Kingdom, Epcot, Disney-MGM Studios, Animal Kingdom), en 2007 posee más paseos y atracciones que cualquiera de los tres parques distintos a Magic Kingdom en Walt Disney World. California Adventure contiene actualmente 31 paseos y atracciones, y está en construcción la trigésima segunda.

## Atracciones infantiles

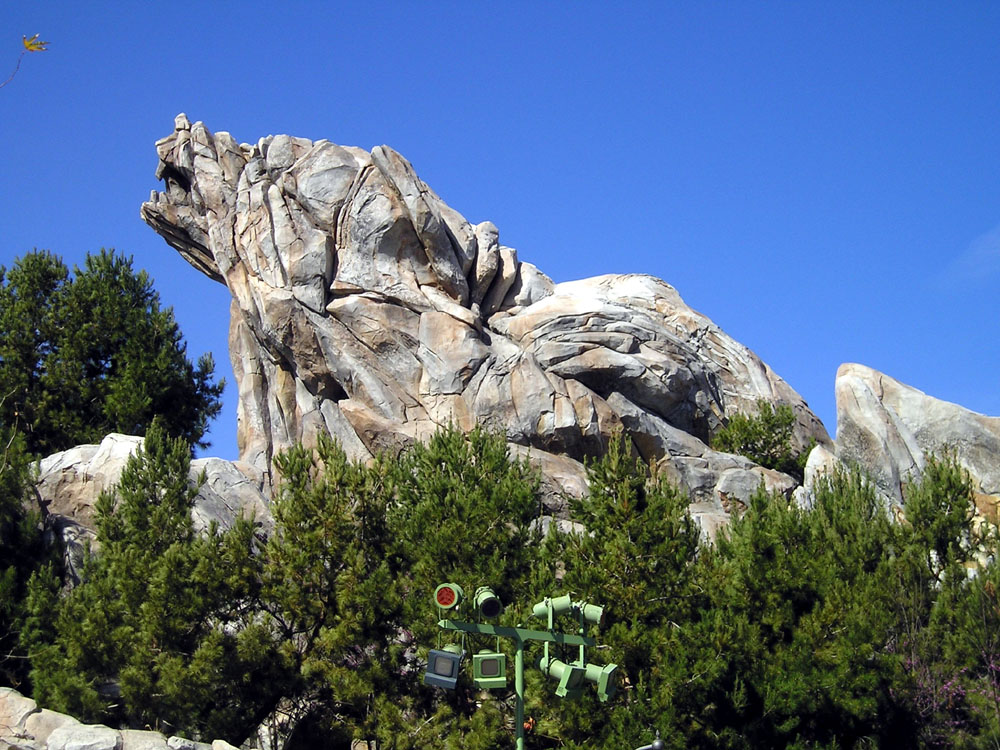
Vista de Grizzly Peak desde su base.

El parque según lo visto en la apertura tenía pocas atracciones dirigidas hacia niños más pequeños, diferente a lo visto en parques como Disneyland Park. Actualmente, todas las atracciones construidas para niños pequeños se pueden encontrar en el área de A Bug's Land, y hay poco espacio en el predio: ¡Monstruos, Inc. Mike y Sulley al rescate! Playhouse Disney, y Jumpin' Jellyfish. Mientras que por un lado esto hace la vida más fácil para los padres cansados o los abuelos o los tíos que tienen que caminar muy lejos para llegar a las atracciones de sus nietos y sobrinos, pero es muy incómodo para los padres que quieren visitar más de un área en el parque. El parque de aventuras está abierto todos los días de 8:00 a. m. a 10:00 p. m.
Sin embargo, se debe tomar conciencia de que Disney California Adventure Park fue diseñada originalmente para ser dirigida a los padres y jóvenes.